# Brook (personaggio)
Brook (ブルック?, Burukku) è uno dei protagonisti del manga One Piece, scritto e disegnato da Eiichirō Oda, e delle sue opere derivate.
Un tempo membro dei pirati Rumbar venne ucciso insieme ai suoi compagni, ma tornò in vita grazie al potere del frutto del diavolo Yomi Yomi, ricongiungendosi al suo corpo quando questo era ormai ridotto a uno scheletro. Dopo che Monkey D. Rufy lo aiuta a recuperare la sua ombra sottrattagli dal membro della Flotta dei Sette Gekko Moria, Brook si unisce alla ciurma di Cappello di paglia. È un musicista di talento e un esperto schermidore. Il suo sogno è ricongiungersi con la balena Lovoon, che i pirati Rumbar avevano dovuto abbandonare all'ingresso della Rotta Maggiore.

## Concezione e sviluppo
Nonostante abbia fatto la sua prima apparizione nel manga solo nel 2007, Oda lo aveva in mente fin dal 2000 quando aveva creato Lovoon: Brook era già stato pensato come musicista della ciurma di Cappello di paglia sin dalle prime bozze, ma è stata presa in considerazione anche l'idea di inserirlo nella ciurma di Bagy. Sebbene sin da allora fosse stato pensato come scheletro vivente, aspetto e carattere hanno subito delle variazioni prima del risultato finale: originariamente era piuttosto grezzo, e la sua caratteristica capigliatura afro era assente. Le sue battute sull'essere uno scheletro ambulante erano però presenti sin dall'inizio: all'origine di ciò c'è una battuta ricorrente nata da uno scambio tra Oda e Hiroyuki Takei, quando ancora erano assistenti di Nobuhiro Watsuki.

### Il liquore di Binks
Al termine dell'arco narrativo di Thriller Bark, nel capitolo 488 del manga, Brook esegue Il liquore di Binks (ビンクスの酒?, Binkusu no sake), una canzone in ricordo dei suoi precedenti compagni morti cinquant'anni prima. 
(I primi versi della canzone nell'originale giapponese e nella versione italiana dell'anime)
Per scrivere la musica per la versione anime, inserita nell'episodio 380, Eiichirō Oda si rivolse a Kōhei Tanaka, già autore della colonna sonora della serie. Oda si è dichiarato molto soddisfatto del lavoro di Tanaka, che nella composizione musicale del brano si è ispirato a una vera canzone piratesca. Tanaka ha affermato in un'intervista che il testo della canzone è stato scritto in toto da Oda, mentre lui ha composto esclusivamente la melodia alla quale ha poi adattato qualche strofa del testo.

## Biografia del personaggio

### Il passato, la morte e l'incontro con Rufy
Brook era uno schermidore facente parte dell'esercito di un regno del Mare Occidentale, che abbandonò per seguire Calico Yooki, capitano dei pirati Rumbar, come suo vice: in questo periodo si nutrì del Frutto del diavolo Yomi Yomi. Durante il loro viaggio nel Mare Occidentale incontrarono un cucciolo di balena che si era separata dal suo gruppo: lei si affezionò alla ciurma grazie alla canzone che stavano suonando in quel momento, intitolata Il liquore di Binks. Poiché il cucciolo si ostinava a seguirli decisero di adottarla, chiamandola Lovoon. Quando i pirati decisero di entrare nella Rotta Maggiore, ritenendo quel mare troppo pericoloso per lei la affidarono alle cure di Crocus ai Promontori gemelli, con la promessa che si sarebbero rivisti una volta circumnavigato il globo. Tuttavia Yooki fu costretto ad abbandonare la Rotta a causa di una malattia incurabile, nominando Brook capitano; inoltre, mentre attraversavano il Triangolo Florian vennero assaltati da una ciurma che li sterminò grazie a delle armi avvelenate, distruggendo inoltre il timone della loro nave. Brook, sapendo che sarebbe tornato in vita grazie ai poteri del Frutto, propose di suonare un'ultima volta Il liquore di Binks registrandolo in un Tone Dial, così da farlo sentire a Lovoon. Riuscì a completare la canzone appena prima di morire, ultimo della ciurma: una volta morto, la sua anima invece di andare nell'aldilà tornò indietro ma si perse a causa della fitta nebbia che permeava quel luogo, trovando il suo corpo ormai ridotto a scheletro solo dopo un anno. A causa del timone distrutto, si trovò a vagare nel Triangolo Florian per quarantotto anni, finché venne catturato dalla nave Thriller Bark e privato dell'ombra da Gekko Moria, usata poi per rianimare Ryuma. 
Rimasto a vagare nella nebbia per altri due anni riesce ad incontrare la ciurma di Cappello di paglia capitanata da Monkey D. Rufy, che gli chiede di unirsi a loro. Declinata momentaneamente l'offerta, Brook e la ciurma si trovano intrappolati nei cancelli di Thriller Bark: lo scheletro assalta quindi la nave di Moria, intenzionato ad affrontare Ryuma per riprendersi l'ombra: nel mentre rivela a Franky e Nico Robin la sua storia, inclusa la promessa fatta a Lovoon. Riottenuta l'ombra grazie a Zoro, dopo la sconfitta di Moria scopre grazie a Rufy che Lovoon è ancora viva e che sta ancora aspettando il loro ritorno: decide quindi di unirsi alla ciurma di Rufy, con l'intento di completare la Rotta Maggiore e di tornare da lei. Dopo essere salpati da Thriller Bark, tuttavia, la ciurma giunge all'arcipelago Sabaody, dove vengono attaccati dall'ammiraglio Kizaru e dal membro della Flotta dei Sette Orso Bartholomew: questi con i suoi poteri separa la ciurma spedendola in varie parti del pianeta. Atterrato a Nakamura gli abitanti, credendolo il diavolo, gli chiedono di affrontare la tribù dei braccialunghe, che da tempo tormentava il loro villaggio. Rapito da questi ultimi, Brook riceve il messaggio di Rufy sul loro prossimo incontro: grazie ai braccialunghe diventa un famoso musicista, migliorando nel mentre anche le sue abilità in combattimento.

### Il Nuovo Mondo
Riunitasi dopo due anni, la ciurma salpa verso l'isola degli uomini-pesce, dove affrontano e sconfiggono i nuovi pirati uomini-pesce capitanati da Hody Jones. Giunti nel Nuovo Mondo sbarcano a Punk Hazard, dove Rufy stringe un'alleanza con il pirata Trafalgar Law per abbattere l'Imperatore Kaido: qui Brook aiuta il samurai Kin'emon a ritrovare il piccolo Momonosuke.  Giunti a Dressrosa, regno governato dal membro della Flotta Donquijote Do Flamingo, Sanji, Nami, Brook e Chopper vengono assaltati dalla nave dell'Imperatrice Big Mom, venendo obbligati a separarsi temporaneamente dalla ciurma. I quattro si dirigono a Zo, dove conoscono la tribù dei visoni: qui Sanji viene rapito da Capone Bege, membro della ciurma di Big Mom, per costringerlo a sposarsi con Charlotte Pudding, figlia dell'imperatrice, per stipulare un'alleanza tra la famiglia Charlotte e la famiglia del cuoco, i Vinsmoke. 
Brook, assieme a Rufy, Chopper, Nami e ai visoni Pedro e Carrot, si dirige a Tottoland per salvare Sanji: qui si alleano con lo stesso Bege per far cadere l'imperatrice. Il loro piano però non funziona e sono costretti alla fuga. Arrivati a Wa la ciurma si riunisce e scopre la verità su Kin'emon e sui suoi compagni, venendo a conoscenza della storia di Kozuki Oden, padre di Momonosuke. Durante l'assalto a Onigashima Brook supporta Robin nello scontro con Black Maria neutralizzando alcuni suoi sottoposti. Salpata da Wa, dopo aver incontrato Jewelry Bonney ed essere giunta a Egghead la ciurma incontra il dottor Vegapunk, che chiede a Rufy di aiutarlo a fuggire dall'isola consapevole che il Governo stia cercando di ucciderlo per le sue ricerche sul secolo buio: intercettati dalla CP0 e dai Cinque Astri di Saggezza riescono a fuggire aiutati dai pirati Guerrieri Giganti.

## Descrizione

### Aspetto fisico

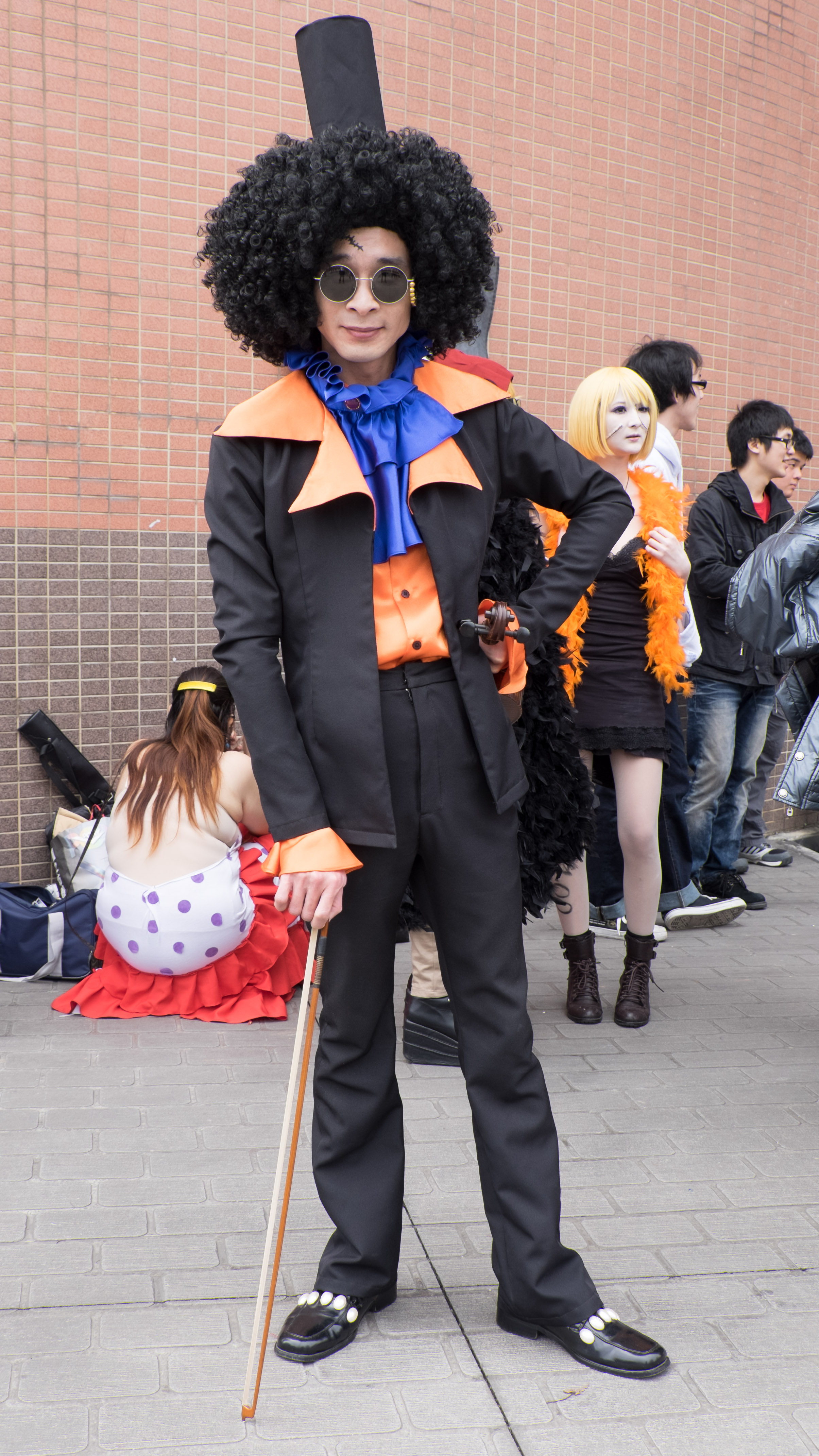
Cosplay di Brook da vivo

Da vivo Brook era un uomo alto e magro, con una capigliatura afro e la fronte solcata da una cicatrice. Una volta morto la sua anima impiegò un anno prima di ritrovare il suo corpo ormai ridotto ad uno scheletro: nonostante ciò la sua acconciatura è rimasta invariata, mentre la cicatrice in fronte si rivela essere una frattura incisa direttamente nella scatola cranica. Inizialmente vestito con vecchi capi rovinati dal tempo, dopo essere diventato famoso lo si vede con abiti molto più eccentrici e con una chitarra a forma di squalo. Porta sempre con sé un bastone animato, che costituisce la sua arma in combattimento. Deceduto all'età di 38 anni, al momento del suo incontro con Rufy ha vissuto in totale per 88 anni.

### Personalità
Brook ha una personalità allegra e spensierata, e si preoccupa di tenere alto il morale dei suoi compagni con la sua musica. Risulta molto affezionato alla ciurma di Rufy, che lo hanno accolto tra loro dopo cinquant'anni di solitudine: a causa del suo passato, inoltre, disprezza chi ha poca considerazione della vita umana. Nonostante cerchi di tenere un atteggiamento da gentleman talvolta risulta piuttosto sgarbato e grezzo, oltre a mostrare un comportamento a tratti pervertito: spesso, infatti, non esita a chiedere alle ragazze che incontra di mostrargli la biancheria intima; tali richieste sono state censurate nell'edizione italiana dell'anime dove si limita a chiedere, in genere, un ballo o un abbraccio. È solito scherzare sulla sua condizione di scheletro vivente con battute e freddure sulle parti del corpo che non ha più.
È un grande appassionato di musica, oltre che un musicista di talento: per questo motivo era stato soprannominato, durante la sua permanenza con i pirati Rumbar, "Il canterino" (鼻唄?, Hanauta); a seguito della fama mondiale come cantante soul è diventato noto come "Soul King" (ソウルキング?, Souru Kingu, "re del soul" nel doppiaggio italiano, traducibile anche come "re delle anime"). Il suo pezzo forte è una vecchia canzone pirata, Il liquore di Binks, che era anche la canzone preferita dei Rumbar e di Lovoon: il suo sogno è riuscire a tornare dalla balena proprio per poter farle ascoltare una registrazione di quella canzone, incisa dai suoi vecchi compagni prima di morire.

### Taglia
La sua taglia, assegnatagli durante la sua avventura con i pirati Rumbar e soppressa in seguito alla sua scomparsa, ammontava a 33 milioni di berry. Dopo essere diventato famoso come rock star viene riconosciuto dalla Marina e, a causa della sua appartenenza ai pirati di Cappello di paglia, la sua taglia viene ripristinata. In seguito ai fatti di Dressrosa, cui però non partecipa direttamente, la taglia viene portata a 83 milioni di berry. Viene ulteriormente aumentata dopo gli eventi di Wa, arrivando ad ammontare a 383 milioni di berry.

## Poteri
Brook si è nutrito del Frutto del diavolo paramisha Yomi Yomi (ヨミヨミの実?, Yomi Yomi no Mi), che lo ha fatto tornare in vita una volta morto: essendosi reincarnato quando ormai il corpo era diventato uno scheletro risulta molto più leggero di una persona normale, permettendogli di correre più velocemente e di effettuare salti più alti. Inoltre, non avendo organi interni, non può effettivamente subire ferite letali risultando di fatto immortale finché le sue ossa rimangono integre. Durante i due anni di allenamento scopre di poter controllare la propria anima a piacimento: può infatti farla uscire dal corpo o infonderla nei suoi attacchi congelando tutto ciò che tocca, ed è così in grado di colpire entità eteree come gli homeys Zeus e Prometheus. Suonando, inoltre, può generare illusioni e ipnotizzare le persone che lo ascoltano. 

### Stile di combattimento
È un abile schermidore: in battaglia utilizza un bastone animato all'interno del quale vi è nascosto uno stocco; durante la permanenza con i braccialunghe si fa creare una spada su misura, chiamata Soul Solid (魂の喪剣?, Sōru Soriddo), in grado di adattarsi ai poteri del suo Frutto. Il suo stile si chiama Requiem La Banderole (ラバンドゥロル?, Rekuiemu Ra Banduroru), e si basa su colpi così rapidi da risultare invisibili: tale stile è stato ribattezzato dai pirati Rumbar "Tre passi in leggerezza, colpo cocca di freccia" (鼻唄三丁矢筈斬り?, Hanauta Sanchō: Yahazu Giri), poiché il bersaglio si accorge di essere stato colpito solo dopo aver fatto tre passi. Unendo il suo stile di combattimento ai poteri derivanti dal Frutto è in grado di infondere la sua anima nei fendenti, congelando tutto ciò che taglia.

## Accoglienza
Nei sondaggi di popolarità dei personaggi della serie tra i lettori, Brook è stato votato al 9º posto nel 2008 e al 19° nel 2014 e 2017.
Nick Valdez, di Comicbook.com, definisce Brook l'"uomo partita" della saga dell'isola Whole Cake descrivendolo come "malizioso e sfacciato" quando rivela di aver effettivamente compiuto la sua missione di recupero dei Poignee Griffe, affermando anche che "questa spassosa interpretazione della competenza di Brook è uno dei tanti motivi per cui i fan lo adorano in questo momento".

### Merchandise
Nel 2018 l'azienda produttrice di strumenti musicali Shimamura Music, in collaborazione con la Bandai, ha creato una serie di riproduzioni della chitarra di Brook, la Shark Guitar, in edizione limitata. Le riproduzioni sono strumenti musicali veri e propri dotati di numero di serie. L'uscita sul mercato è avvenuta nel settembre 2018.

### Nella cultura di massa
Brook è stato ritratto in una statua di bronzo posta nella prefettura di Kumamoto, città natale dell'autore Eiichiro Oda, come ringraziamento per il suo supporto dopo il terremoto del 2016. La statua, appartenente a una serie raffigurante i membri della ciurma di Cappello di paglia, è stata inaugurata il 7 novembre 2020.